# Campeonato de Primera C 1997-98 (Argentina)
El Campeonato de Primera C 1997/98 fue la sexagésima cuarta edición del certamen y la decimoprimera de esta división como cuarta categoría del fútbol argentino. Fue disputado entre el 19 de agosto de 1997 y el 15 de agosto de 1998 por 18 equipos.
En este torneo se incorporaron Atlético Campana y Ferrocarril Midland, descendidos de la Primera B, al igual que Claypole y Comunicaciones, campeón y ganador del reducido de la Primera D.
El campeón fue Flandria, que venció en la final por el ascenso a Ituzaingó y se consagró campeón del campeonato. El ganador del Torneo reducido fue General Lamadrid, el cual también venció a Ituzaingó, esta vez en la final por el segundo ascenso. De esta manera, ambos ascendieron a la Primera B Metropolitana.
Asimismo, el torneo determinó el descenso a la Primera D de Ferrocarril Midland y Claypole ,últimos en la tabla de promedios.

## Ascensos y descensos
| Promedio | Descendidos de la Primera C 1996-97 |
| -------- | ----------------------------------- |
| 17.°     | Argentino de Merlo                  |
| 18.°     | Central Ballester                   |

| Posición  | Ascendidos de la Primera D 1996-97 |
| --------- | ---------------------------------- |
| Campeón   | Claypole                           |
| Gan. red. | Comunicaciones                     |

| Posición   | Ascendidos a la Primera B 1997-98 |
| ---------- | --------------------------------- |
| Campeón    | Berazategui                       |
| Gan. Final | Brown de Adrogué                  |

| Promedio | Descendidos de la Primera B 1996-97 |
| -------- | ----------------------------------- |
| 17.º     | Atlético Campana                    |
| 18.º     | Ferrocarril Midland                 |

## Equipos participantes
| Equipo                | Ciudad       | Estadio                    | Capacidad |
| --------------------- | ------------ | -------------------------- | --------- |
| Atlético Campana      | Campana      | Coliseo de Mitre y Puccini | 12.000    |
| Barracas Central      | Buenos Aires | Barracas Central           | 4400      |
| Cañuelas              | Cañuelas     | Jorge Alfredo Arín         | 1500      |
| Claypole              | Claypole     | Rodolfo Vicente Capocasa   | 1000      |
| Comunicaciones        | Buenos Aires | Alfredo Ramos              | 3500      |
| Def. de Cambaceres    | Ensenada     | 12 de Octubre              | 3000      |
| Deportivo Merlo       | Merlo        | José Manuel Moreno         | 7500      |
| Deportivo Paraguayo   | Buenos Aires | Juan Antonio Arias         | 3000      |
| Deportivo Riestra     | Buenos Aires | Guillermo Laza             | 3000      |
| Excursionistas        | Buenos Aires | Excursionistas             | 7200      |
| Flandria              | Jáuregui     | Carlos V                   | 5000      |
| General Lamadrid      | Buenos Aires | Enrique Sexto              | 3500      |
| Ituzaingó             | Ituzaingó    | Carlos Sacaan              | 3500      |
| Justo José de Urquiza | Loma Hermosa | Ramón Roque Martín         | 2500      |
| Liniers               | San Justo    | Juan Antonio Arias         | 3000      |
| Luján                 | Luján        | Municipal de Luján         | 2000      |
| Midland               | Libertad     | Ciudad de Libertad         | 4000      |
| San Martín            | Burzaco      | Francisco Boga             | 5000      |

| 1. |

### Distribución geográfica de los equipos
| Región                                   | Cant. | Equipos |
| ---------------------------------------- | ----- | --- |
| Conurbano bonaerense                     | 7     | Claypole, Deportivo Merlo, Ituzaingó, Justo José de Urquiza, Liniers, Midland y San Martín (B)              |
| Ciudad de Buenos Aires                   | 6     | Barracas Central, Comunicaciones, Deportivo Paraguayo, Deportivo Riestra, Excursionistas y General Lamadrid |
| Interior de la provincia de Buenos Aires | 4     | Atlético Campana, Cañuelas, Flandria y Luján                                                                |
| Gran La Plata                            | 1     | Defensores de Cambaceres                                                                                    |

## Formato

### Competición
Se disputaron dos torneos llamados Apertura y Clausura. En cada uno de ellos, los 18 equipos se enfrentaron todos contra todos. Ambos se jugaron a una sola rueda. Los partidos disputados en el Torneo Clausura representaron los desquites de los del Torneo Apertura, invirtiendo la localía. Si el ganador de ambas fases fuera el mismo equipo, sería el campeón. En cambio, si los ganadores del Apertura y el Clausura fueran dos equipos distintos disputarían una final a dos partidos para determinarlo. El perdedor de la final, por su parte, clasificaría a otra final contra el ganador del Torneo reducido.

### Ascensos
Los ganadores de cada uno de los torneos disputaron una final cuyo ganador se consagró campeón y ascendió directamente. Los ocho equipos mejor ubicados en la tabla de posiciones final, a excepción de los clasificados a la final por el campeonato, clasificaron al Torneo reducido. El ganador del mismo disputó una eliminatoria contra el perdedor de la final por el campeonato cuyo ganador obtuvo el segundo ascenso.

### Descensos
El promedio se calculó con los puntos obtenidos en la fase regular de los torneos de 1995-96, 1996-97 y 1997-98. Los equipos que ocuparon los dos últimos lugares de la tabla de promedios descendieron a la Primera D.

## Torneo Apertura
| Pos | Equipo              | Pts | PJ | PG | PE | PP | GF | GC | DG  |
| --- | ------------------- | --- | -- | -- | -- | -- | -- | -- | --- |
| 1   | Ituzaingó           | 36  | 17 | 11 | 3  | 3  | 23 | 11 | 12  |
| 2   | Flandria            | 34  | 17 | 10 | 4  | 3  | 16 | 8  | 8   |
| 3   | Atlético Campana    | 34  | 17 | 10 | 4  | 3  | 23 | 16 | 7   |
| 4   | Cañuelas            | 31  | 17 | 9  | 4  | 4  | 26 | 15 | 11  |
| 5   | Def. de Cambaceres  | 28  | 17 | 8  | 4  | 5  | 26 | 15 | 11  |
| 6   | Deportivo Riestra   | 26  | 17 | 7  | 5  | 5  | 17 | 17 | 0   |
| 7   | Deportivo Merlo     | 25  | 17 | 7  | 4  | 6  | 16 | 15 | 1   |
| 8   | San Martín (B)      | 23  | 17 | 6  | 5  | 6  | 23 | 18 | 5   |
| 9   | JJ Urquiza          | 23  | 17 | 6  | 5  | 6  | 27 | 25 | 2   |
| 10  | Comunicaciones      | 23  | 17 | 6  | 5  | 6  | 21 | 19 | 2   |
| 11  | Liniers             | 23  | 17 | 7  | 2  | 8  | 21 | 19 | 2   |
| 12  | Barracas Central    | 22  | 17 | 6  | 4  | 7  | 24 | 19 | 5   |
| 13  | Ferrocarril Midland | 21  | 17 | 5  | 6  | 6  | 22 | 25 | -3  |
| 14  | General Lamadrid    | 19  | 17 | 4  | 7  | 6  | 22 | 25 | -3  |
| 15  | Excursionistas      | 15  | 17 | 3  | 6  | 8  | 15 | 27 | -12 |
| 16  | Luján               | 13  | 17 | 3  | 4  | 10 | 22 | 37 | -15 |
| 17  | Deportivo Paraguayo | 12  | 17 | 2  | 6  | 9  | 12 | 26 | -14 |
| 18  | Claypole            | 9   | 17 | 1  | 6  | 10 | 10 | 29 | -19 |

|  |                              |
|  | Campeón del Torneo Apertura. |

## Torneo Clausura
| Pos | Equipo              | Pts | PJ | PG | PE | PP | GF | GC | DG  |
| --- | ------------------- | --- | -- | -- | -- | -- | -- | -- | --- |
| 1   | Flandria            | 41  | 17 | 13 | 2  | 2  | 40 | 15 | 25  |
| 2   | San Martín (B)      | 40  | 17 | 13 | 1  | 3  | 39 | 16 | 23  |
| 3   | Def. de Cambaceres  | 36  | 17 | 11 | 3  | 3  | 35 | 22 | 13  |
| 4   | Atlético Campana    | 29  | 17 | 8  | 5  | 4  | 33 | 21 | 12  |
| 5   | Comunicaciones      | 29  | 17 | 9  | 2  | 6  | 27 | 21 | 6   |
| 6   | Deportivo Merlo     | 28  | 17 | 8  | 4  | 5  | 28 | 19 | 9   |
| 7   | Deportivo Paraguayo | 28  | 17 | 8  | 4  | 5  | 21 | 20 | 1   |
| 8   | Ituzaingó           | 26  | 17 | 8  | 2  | 7  | 28 | 28 | 0   |
| 9   | General Lamadrid    | 25  | 17 | 7  | 4  | 6  | 34 | 24 | 10  |
| 10  | Cañuelas            | 25  | 17 | 7  | 4  | 6  | 32 | 26 | 6   |
| 11  | Luján               | 22  | 17 | 6  | 4  | 7  | 23 | 28 | -5  |
| 12  | Liniers             | 21  | 17 | 6  | 3  | 8  | 18 | 29 | -11 |
| 13  | JJ Urquiza          | 19  | 17 | 5  | 4  | 8  | 19 | 21 | -2  |
| 14  | Ferrocarril Midland | 17  | 17 | 4  | 5  | 8  | 20 | 30 | -10 |
| 15  | Claypole            | 14  | 17 | 4  | 2  | 11 | 21 | 34 | -13 |
| 16  | Barracas Central    | 14  | 17 | 4  | 2  | 11 | 14 | 31 | -17 |
| 17  | Deportivo Riestra   | 9   | 17 | 1  | 6  | 10 | 13 | 37 | -24 |
| 18  | Excursionistas      | 6   | 17 | 1  | 3  | 13 | 13 | 36 | -23 |

|  |                              |
|  | Campeón del Torneo Clausura. |

## Final por el campeonato
Se disputó a doble partido, haciendo como local en primer lugar el campeón del Torneo Apertura y en la vuelta el campeón del Torneo Clausura.
| Ituzaingó                                                           | 0 - 3 | Flandria  | Estudiantes           | 20 de junio de 1998 |
| Flandria                                                            | 2 - 0 | Ituzaingó | Estadio Villa Dálmine | 28 de junio de 1998 |
| Global: 5 - 0. Flandria se coronó campeón y ascendió a la Primera B |       |           |                       |                     |

## Tabla de posiciones final del campeonato
| Pos | Equipo              | Pts | PJ | G  | E  | P  | GF | GC | DIF |
| --- | ------------------- | --- | -- | -- | -- | -- | -- | -- | --- |
| 1º  | Flandria            | 75  | 34 | 23 | 6  | 5  | 56 | 23 | 33  |
| 2º  | Def. de Cambaceres  | 64  | 34 | 19 | 7  | 8  | 61 | 37 | 24  |
| 3º  | San Martín (B)      | 63  | 34 | 19 | 6  | 9  | 62 | 34 | 28  |
| 4º  | Atlético Campana    | 63  | 34 | 18 | 9  | 7  | 56 | 37 | 19  |
| 5º  | Ituzaingó           | 62  | 34 | 19 | 5  | 10 | 51 | 39 | 12  |
| 6º  | Cañuelas            | 56  | 34 | 16 | 8  | 10 | 58 | 41 | 17  |
| 7º  | Deportivo Merlo     | 53  | 34 | 15 | 8  | 11 | 44 | 34 | 10  |
| 8º  | Comunicaciones      | 52  | 34 | 15 | 7  | 12 | 48 | 40 | 8   |
| 9º  | General Lamadrid    | 44  | 34 | 11 | 11 | 12 | 56 | 49 | 7   |
| 10º | Liniers             | 44  | 34 | 13 | 5  | 16 | 39 | 48 | -9  |
| 11º | JJ Urquiza          | 42  | 34 | 11 | 9  | 14 | 46 | 46 | 0   |
| 12º | Deportivo Paraguayo | 40  | 34 | 10 | 10 | 14 | 33 | 46 | -13 |
| 13º | Ferrocarril Midland | 38  | 34 | 9  | 11 | 14 | 42 | 55 | -13 |
| 14º | Barracas Central    | 36  | 34 | 10 | 6  | 18 | 38 | 50 | -12 |
| 15º | Luján               | 35  | 34 | 9  | 8  | 17 | 45 | 65 | -20 |
| 16º | Deportivo Riestra   | 35  | 34 | 8  | 11 | 15 | 30 | 54 | -24 |
| 17º | Claypole            | 23  | 34 | 5  | 8  | 21 | 31 | 63 | -32 |
| 18º | Excursionistas      | 21  | 34 | 4  | 9  | 21 | 28 | 63 | -35 |

|  | Campeón y primer ascenso al haber ganado la final.                                         |
|  | Clasificado a la final por el segundo ascenso como perdedor de la final por el campeonato. |
|  | Clasificados al reducido por el ascenso.                                                   |

## Torneo Reducido
El equipo que figura arriba en cada serie es el que hizo de local en el partido de vuelta y contaba con ventaja deportiva, por estar ubicado en una mejor posición en la Tabla de Posiciones final de la temporada.
|  | Cuartos de final               | Cuartos de final               | Cuartos de final               |   |                  | Semifinales                   | Semifinales                   | Semifinales                   |  |  | Final                              | Final                              | Final                              |
|  | del 20 de junio al 27 de junio | del 20 de junio al 27 de junio | del 20 de junio al 27 de junio |   |                  | del 5 de julio al 11 de julio | del 5 de julio al 11 de julio | del 5 de julio al 11 de julio |  |  | del del 18 de julio al 25 de julio | del del 18 de julio al 25 de julio | del del 18 de julio al 25 de julio |
|  |                                |                                |                                |   |                  |                               |                               |                               |  |  |                                    |                                    |                                    |
|  | Cañuelas                       | 0                              | 4                              |   |                  |                               |                               |                               |  |  |                                    |                                    |                                    |
|  | Deportivo Merlo                | 0                              | 0                              |   |                  |                               |                               |                               |  |  |                                    |                                    |                                    |
|  | Deportivo Merlo                | 0                              | 0                              |   | Cañuelas         | 2                             | 1                             |                               |  |  |                                    |                                    |                                    |
|  |                                |                                |                                |   | Cañuelas         | 2                             | 1                             |                               |  |  |                                    |                                    |                                    |
|  |                                | General Lamadrid               | 3                              | 2 |                  |                               |                               |                               |  |  |                                    |                                    |                                    |
|  | San Martín de Burzaco          | General Lamadrid               | 3                              | 2 | 1                | 2                             |                               |                               |  |  |                                    |                                    |                                    |
|  | San Martín de Burzaco          |                                |                                |   | 1                | 2                             |                               |                               |  |  |                                    |                                    |                                    |
|  | General Lamadrid               | 0                              | 4                              |   |                  |                               |                               |                               |  |  |                                    |                                    |                                    |
|  |                                |                                |                                |   |                  |                               |                               |                               |  |  | General Lamadrid                   | 1                                  | 2                                  |
|  |                                |                                | Liniers                        | 1 | 2                |                               |                               |                               |  |  |                                    |                                    |                                    |
|  | Atlético Campana               | 3                              | 1                              |   |                  |                               |                               |                               |  |  |                                    |                                    |                                    |
|  | Comunicaciones                 | 0                              | 1                              |   |                  |                               |                               |                               |  |  |                                    |                                    |                                    |
|  | Comunicaciones                 | 0                              | 1                              |   | Atlético Campana | 0                             | 0                             |                               |  |  |                                    |                                    |                                    |
|  |                                |                                |                                |   | Atlético Campana | 0                             | 0                             |                               |  |  |                                    |                                    |                                    |
|  |                                | Liniers                        | 0                              | 1 |                  |                               |                               |                               |  |  |                                    |                                    |                                    |
|  | Defensores de Cambaceres       | Liniers                        | 0                              | 1 | 1                | 3                             |                               |                               |  |  |                                    |                                    |                                    |
|  | Defensores de Cambaceres       |                                |                                |   | 1                | 3                             |                               |                               |  |  |                                    |                                    |                                    |
|  | Liniers                        | 1                              | 6                              |   |                  |                               |                               |                               |  |  |                                    |                                    |                                    |

General Lamadrid ganó el reducido y accedió a la final por el segundo ascenso

## Final por el segundo ascenso
Se disputó a doble partido, haciendo como local en primer lugar el ganador del Torneo Reducido y en la vuelta el perdedor de la final por el primer ascenso.
| General Lamadrid                                                        | 2 - 0 | Ituzaingó        | Don León Kolbowsky | 6 de agosto de 1998  |
| Ituzaingó                                                               | 1 - 3 | General Lamadrid | Carlos V           | 16 de agosto de 1998 |
| Global: 5 - 1. General Lamadrid ganó la serie y ascendió a la Primera B |       |                  |                    |                      |

## Tabla de descenso
| Pos | Equipo              | PJ  | 1995/96 | 1996/97 | 1997/98 | Pts | Promedio |
| --- | ------------------- | --- | ------- | ------- | ------- | --- | -------- |
| 1º  | Atlético Campana    | 68  | 66      | -       | 63      | 129 | 1,897    |
| 2º  | Ituzaingó           | 102 | 50      | 67      | 62      | 179 | 1,755    |
| 3º  | Def. de Cambaceres  | 68  | -       | 52      | 64      | 116 | 1,706    |
| 4º  | Flandria            | 102 | 48      | 49      | 75      | 172 | 1,686    |
| 5º  | General Lamadrid    | 102 | 62      | 53      | 44      | 159 | 1,559    |
| 6º  | Comunicaciones      | 34  | -       | -       | 52      | 52  | 1,529    |
| 7º  | Cañuelas            | 68  | -       | 45      | 56      | 101 | 1,485    |
| 8º  | San Martín (B)      | 68  | -       | 38      | 63      | 101 | 1,485    |
| 9º  | J. J. Urquiza       | 102 | 59      | 38      | 42      | 139 | 1,363    |
| 10º | Deportivo Riestra   | 102 | 51      | 44      | 35      | 130 | 1,275    |
| 11º | Deportivo Merlo     | 102 | 49      | 23      | 53      | 125 | 1,225    |
| 12º | Liniers             | 102 | 38      | 40      | 44      | 122 | 1,196    |
| 13º | Deportivo Paraguayo | 102 | 45      | 30      | 40      | 115 | 1,127    |
| 14º | Excursionistas      | 102 | 41      | 53      | 21      | 115 | 1,127    |
| 15º | Luján               | 102 | 27      | 49      | 35      | 111 | 1,088    |
| 16º | Barracas Central    | 102 | 44      | 28      | 36      | 108 | 1,059    |
| 17º | Ferrocarril Midland | 68  | 34      | -       | 38      | 72  | 1,059    |
| 18º | Claypole            | 34  | -       | -       | 23      | 23  | 0,676    |

|  | Descendió a la Primera D. |